# Justyna Łysiak
Justyna Łysiak (ur. 20 stycznia 1999 w Kluczborku) – polska siatkarka, grająca na pozycji libero. 
Pochodzi z rodziny siatkarskiej, gdyż jej ojciec Mariusz jest trenerem 1-ligowego KKS Mickiewicz Kluczbork, a mama Renata była siatkarką. Brat Michał też jest siatkarzem, również gra na pozycji libero. Jej narzeczonym jest siatkarz Artur Pasiński.
Swoją przygodę ze sportem zaczęła od karate. Zdobyła nawet brązowy pas.

## Sukcesy klubowe
Puchar Polski:
- 2019

Tauron Liga:
- 2023[7], 2025[8]

## Sukcesy reprezentacyjne
Letnia Uniwersjada:
- 2021[9]

Liga Narodów:
- 2024[10], 2025[11]